# Юртстам, Курт
Курт Э́гон Ю́ртстам (швед. Kurt Egon Hjortstam, 1933—2009) — шведский миколог, специалист по кортициоидным грибам.

## Биография
Курт Юртстам родился 11 июля 1933 года в городе Алингсос. Мать умерла вскоре после его рождения, отец был безработным, поэтому Курт жил у бабушки. После окончания семилетней школы учился на обойщика-драпировщика, затем некоторое время работал в питомниках, а также дальнобойщиком и стивидором в порту Гётеборга.
Дед Курта изучал орнитологию, бабушка была энтомологом-любителем, сам Курт с детства интересовался растениями, стал посещать ботанические экскурсии Гётеборгского ботанического общества. Там он познакомился с Йоном Эрикссоном и благодаря ему начал изучение кортициоидных грибов, вскоре принёс ему свой первый неизвестный ранее вид. Эрикссон снабдил Йортстама хорошим микроскопом и микологической литературой, в 1969 году они напечатали свою первую совместную статью с описанием 4 новых видов Hyphodontia.
Для чтения научных работ Курту пришлось учить английский, немецкий, французский языки, а также латынь для самостоятельного написания диагнозов видов.
Курт был одним из соавторов восьмитомной сводки по кортициоидным грибам Северной Европы, некоторое время являлся научным сотрудником Гётеборгского университета в связи с написанием этой работы. Затем он работал в Университете Осло, определял грибы, привезённые Рюварденом из Африки и Южной Америки. После Патуйяра, Беркли и Брезадолы не было издано ни одной крупной работы с описаниями кортициевидных грибов тропиков, даже примерного списка видов не существовало. Юртстаму и Рювардену пришлось изучать все типовые образцы, хранящиеся в их гербариях, и подготавливать такую сводку самостоятельно. В конце 1980-х годов Юртстам некоторое время работал в Ботанических садах Кью.
По возвращении в Швецию Гётеборгский университет присвоил Юртстаму почётную степень доктора.
Скончался 9 декабря 2009 года в Алингсосе.

## Некоторые публикации
- Hjortstam, K.; Larsson, K.-H.; Ryvarden, L.; Eriksson, J. The Corticiaceae of north Europe. — Oslo, 1973—1988. — 8 vols.
- Hjortstam, K. A checklist to genera and species of corticioid fungi (Basidiomycotina, Aphyllophorales) (англ.) // Windahlia : journal. — 1997. — Vol. 23. — P. 1—54.

## Названы в честь К. Юртстама
- Hjortstamia Boidin & Gilles, 2003
- Hyphoderma hjortstamii Sheng H.Wu, 1990
- Hyphodontia hjortstamii Gresl. & Rajchenb., 2000 [≡ Palifer hjortstamii (Gresl. & Rajchenb.) Hjortstam & Ryvarden, 2007]
- Tomentella hjortstamiana Suvi & Kõljalg, 2009